# Eugène-Léon Rivet
Pour les articles homonymes, voir Rivet (homonymie).
Eugène-Léon Rivet (Conflans, 22 juillet 1880-Paris, 22 juin 1964), est un officier de marine et pilote de l'aéronavale français. Il est le frère de Paul Rivet et l’oncle de Paul Milliez.

## Biographie
Il entre à l'École navale en octobre 1897 et en sort aspirant de 1re classe en octobre 1900. Il sert alors sur le croiseur Protet. Enseigne de vaisseau (octobre 1902), il passe sur le contre-torpilleur Javeline (1903-1905) et à la 2e flottille de torpilleurs en Méditerranée (1906).
En 1907, il est breveté torpilleur et embarque sur les cuirassés Gaulois (1908) et Marceau (1909-1910). Promu lieutenant de vaisseau (juin 1910), instructeur sur le croiseur-école Duguay-Trouin (1911-1912), il sert en 1914 sur le croiseur cuirassé Dupetit-Thouars. En 1915, il commande un dragueur de mines à Cherbourg puis l' Au-Revoir et une section de patrouilleurs dans la Manche (1916).
Commandant de la canonnière Espiègle, il obtient deux citations. Nommé capitaine de corvette en août 1918, il commande les patrouilles aériennes en Corse puis dans la Loire et devient en août 1919, chef du service aérien à Rochefort. Il sert quelque temps au cabinet du ministre (1919) puis est nommé en 1920 à la Commission de contrôle aéronautique interalliée en Allemagne.
Capitaine de frégate (septembre 1920), il commande le centre-école d'aérostation maritime de Rochefort et est breveté pilote de dirigeable en 1922. Il est alors nommé au commandement du centre d’aérostation de Cuers-Pierrefeu puis commande le cuirassé Patrie (1923) avant de devenir chef adjoint au Service central de l'aéronautique navale.
Capitaine de vaisseau (mars 1926), commandant du croiseur Primauguet (1928) puis du porte-avions Béarn (1929-1930), il devient en octobre 1930 professeur au Centre des hautes études navales et est promu contre-amiral en août 1932.
Major général à Sidi Abdallah, il commande de 1934 à 1936 la division navale du Levant puis passe major général à Brest (août 1936) et vice-président du Comité technique et de la Commission permanente des essais.
Vice-amiral (mai 1937), préfet maritime de la 1ère région à Cherbourg en 1937, commandant en chef et préfet maritime de la 4ème région à Bizerte en mai 1939, il est nommé vice-amiral d'escadre en juin 1939, avant de prendre sa retraite en août 1940.
Arrêté par les Allemands en Tunisie le 15 février 1943, il est prisonnier en Italie puis en Allemagne.
En février 1950, il est élu à l'Académie de marine. Il meurt le 22 juin 1964 en son domicile dans le 16e arrondissement de Paris.

## Distinctions
- Grand-croix de la Légion d'honneur (8 juin 1955)
  -  Grand officier de la Légion d'honneur (29 décembre 1939)
  -  Commandeur de la Légion d'honneur (3 juillet 1933)
  -  Officier de la Légion d'honneur (7 novembre 1920)
  -  Chevalier de la Légion d'honneur (31 décembre 1913)
- Officier d'académie (1932)
- Officier de l'ordre du Mérite maritime (22 juillet 1937)
- Grand-officier de l'ordre du Nichan Iftikhar
- Commandeur de l'ordre du Ouissam alaouite
- Officier de l'ordre du Soleil levant
- Chevalier de l'ordre de l'Aigle blanc